# Pierre-Étienne Guyot
Pierre-Étienne Guyot (Parigi, 25 maggio 1906 – Parigi, 13 ottobre 1985) è stato un dirigente sportivo francese, presidente della Federazione Francese Golf dal 1970 al 1981, della Fédération internationale de tir sportif aux armes de chasse dal 1972 al 1981, del Paris SG dal 1970 al 1972 e del Paris FC dal 1969 al 1973. Nello stesso periodo è anche stato vice-presidente del Racing Club de France.